# فابيان فوريه
فابيان فوريه (بالفرنسية: Fabien Foret)‏ مواليد 29 يناير 1973 في أنغوليم، هو متسابق دراجات نارية فرنسي فاز ببطولة العالم للسوبرسبورت. نافس في بطولة العالم للسوبربايك.

## البطولات
- بطولة العالم للسوبرسبورت 2002

## روابط خارجية
- فابيان فوريه على موقع WorldSBK.com (الإنجليزية)